# Desgasificación
La desgasificación es el proceso de eliminación de un gas disuelto en un líquido, especialmente en agua o soluciones acuosas. 
Los gases son quitados por diversas razones; los químicos retiran gases de solventes cuando los compuestos con los que se trabaja son sensibles al aire o al oxígeno o cuando la formación de burbujas en la interfase sólido-líquido es un problema. La formación de burbujas de gas cuando un líquido se congela también puede ser un efecto indeseable, requiriendo la desgasificación previa del líquido.

## Reducción de presión
La solubilidad de un gas obedece a la ley de Henry, la cual establece que la cantidad disuelta de un gas en un líquido es proporcional a su presión parcial. Por esta razón, colocar una disolución bajo presión reducida vuelve al gas menos soluble. La sonicación y la agitación bajo presión reducida pueden mejorar la eficiencia. Esta técnica es nombrada comúnmente como desgasificación al vacío. Cámaras especiales de vacío llamadas desgasificadores son usados para desgasificar líquidos a través de la reducción de la presión.

## Regulación térmica
De manera general, las disoluciones acuosas solubilizan menos a los gases a temperaturas más altas y viceversa para los solventes orgánicos (asumiendo que el soluto no reacciona). En consecuencia, calentar una disolución acuosa y enfriar una disolución orgánica puede suprimir los gases disueltos. La ultrasonicación y la agitación durante la regulación térmica también son efectivas. Este método no necesita aparatos especiales y es sencillo de llevar a cabo. Sin embargo, en algunos casos, el solvente y el soluto se descomponen, reaccionan o se evaporan a altas temperaturas y el proceso de desgasificación es menos reproducible.

## Desgasificación con membranas
Las membranas de separación líquido-gas son membranas que permiten el paso de gases pero no de líquidos. Este método tiene la ventaja de prevenir la redisolución del gas por lo que es usado para producir solventes de alta pureza. Algunas aplicaciones son en sistemas de tinta para impresoras en los cuales el gas disuelto en la tinta forma burbujas que degradan la calidad de las impresiones. Una unidad desgasificante es colocada previo a la cabeza de impresión para eliminar el gas y prevenir la formación de burbujas para conservar una buena calidad de impresión.
Los tres métodos anteriores son usados para expeler todos los gases disueltos. Los métodos siguientes son usados para una quita selectiva.

## Burbujeo de gas inerte
Burbujear una solución con un gas (usualmente inerte) de alta pureza puede extraer todos los gases disueltos no deseados como el oxígeno y el dióxido de carbono. Es común el uso de nitrógeno, argón, helio y otros gases inertes. Para maximizar el proceso, la solución es agitada vigorosamente y burbujeada durante un tiempo prolongado. Debido a que el helio no es soluble en la mayoría de los líquidos, es usado especialmente para reducir el riesgo de burbujas en sistemas de HPLC.

## Adición de reductores
Si se debe quitar oxígeno, la adición de agentes reductores es efectiva. Por ejemplo, en el campo de la electroquímica, el sulfito de amonio es usado frecuentemente como reductor debido a que reacciona con oxígeno para formar iones de sulfato. A pesar de que este método puede ser aplicado únicamente para oxígeno e involucra el riesgo de reducción del soluto, la eliminación del oxígeno disuelto es casi total. El radical cetil obtenido de la reacción de sodio y benzofenona puede ser usado para quitar tanto oxígeno como agua de solventes inertes como hidrocarburos y éteres. El solvente desgasificado puede ser separado mediante destilación. Este último método es usado particularmente debido a que una gran concentración de radical cetil provoca un color azul intenso, indicando que el solvente está completamente desgasificado.

## Ciclo congelación-succión-descongelación
En esta técnica a escala de laboratorio, el líquido que debe ser desgasificado se coloca en un matraz Schlenk y es congelado rápidamente, usualmente con nitrógeno líquido. A continuación, se le aplica un vacío y el matraz es sellado. Un baño de agua tibia es después usado para descongelar el líquido, proceso en el cual se forman burbujas de gas las cuales son liberadas por la presión del vacío. El proceso usualmente se repite tres veces. Mientras que este es un método viable para desgasificar una amplia variedad de solventes orgánicos, algunos solventes son propensos a expandirse significativamente durante la congelación. Esta expansión puede causar problemas prácticos al romper el contenedor. Algunos de estos solventes son el agua y el metanól.

## Desgasificación del vino
Las levaduras utilizan azúcar para producir alcohol y dióxido de carbono. En la producción del vino, el dióxido de carbono es un subproducto no deseado para la mayoría de los vinos. Si el vino es envasado rápidamente después de la fermentación, es importante desgasificarlo previamente. 
Las productoras de vino pueden saltarse el proceso de desgasificación si maduran sus vinos previo a su embotellamiento. Almacenar el vino en barricas de acero o de roble durante meses o años permite que los gases se liberen del vino y salgan a través de válvulas. 